# Loris Fortuna
Loris Fortuna, italijanski politik furlanskega rodu, * 21. januar 1924, Breno, Bergamo, Italija, † 5. december 1985, Rim.
Gimnazijo je obiskoval v Vidmu, kjer se je  med 2. svetovno vojno pridružil odporniškem gibanju v Furlaniji. Bil je zaprt v Gorici, od tu pa je bil decembra 1944 odpeljan v koncentracijsko taborišče Bernau na Bavarskem. Po vojni je končal študij prava in se posvetil odvetniškemu poklicu v Vidmu. Politično je deloval v Komunistični partiji Italije, leta 1956 je izstopil iz stranke ter se pridružil PSI (Socialistična stranka Italije). Leta 1963 so ga prvič izvolili v italijansko poslansko zbornico na listi PSI. Kot zagovornik pravic slovenske narodnostne skupnosti je bil leta 1971 med pobudniki zakona za celostno zaščito Slovencev v Italiji. 